# Морев, Андрей Валерьевич
Андрей Валерьевич Морев (3 октября 1973, Омск, СССР) — казахстанско-российский футболист, вратарь.

## Карьера

### Клубная
Андрей Морев родился и вырос в Омске, его профессиональная карьера началась в «Заре» из города Ленинск-Кузнецкий. Провёл в этом клубе период до 1998 года, когда вернулся в родной город играть за «Иртыш». Однако, поиграв в клубе один сезон, переехал в Казахстан, где подписал контракт со столичным клубом «Женис». Проведя один сезон, сменил пару казахстанских клубов, а также три сезона провёл в читинском «Локомотиве».
В сезонах 2005—2006 в составе костанайского «Тобола» дважды становился призёром чемпионата Казахстана под руководством Дмитрия Огая.
Перед сезоном 2007 года Морев по приглашению Владимира Муханова присоединился к футбольному клубу «Актобе», с которым дважды завоевал золотые медали чемпионата Казахстана и один раз Кубок страны.

### Сборная
Мореву было предложено гражданство Казахстана для того, чтобы он выступал в составе национальной сборной. Но после его согласия в 2004 году он всего лишь дважды приглашался в состав сборной Сергея Тимофеева для матчей с Турцией (0:4, вышел во втором тайме при счёте 0:2) и Албанией (0:1).

## Достижения

### Командные
«Тобол»
- Серебряный призёр чемпионата Казахстана 2005
- Бронзовый призёр чемпионата Казахстана 2006

«Актобе»
- Чемпион Казахстана (2): 2007, 2008
- Кубок Казахстана (1): 2008

### Личные
- Лучший вратарь Казахстана 2007 года